# Вик (град)
Вижте пояснителната страница за други значения на Вик.
Вик (на испански: Vic) е испански град в Каталония на север от Барселона.
Вик е обитаван от древни времена. Римското име на града е било Ауса.

## Население
Населението на Вик според последното преброяване е било 40 422 жители през 2010 г.
| 1900 – | 12 075 |
| 1930 – | 15 005 |
| 1950 – | 6975   |
| 1970 – | 25 906 |
| 1986 – | 28 583 |
| 2005 – | 37 825 |
| 2010 – | 40 422 |